# Light up (Solstice)
Light up is het zevende studioalbum van Solstice.

## Inleiding
Nadat bij voorganger Sia zeven jaar gewacht moest worden op dat album, kwam Light up redelijk snel in de verkoop. Het album kwam tot stand door middel van crowdfunding. Solstice maakte bij genoemde albums een mengeling van progressieve rock, neoprog, folk en wereldmuziek met enigszins hippieachtige achtergrond. De muziek rockt het ene moment om vervolgens zweverig te worden. John Bollenberg van IO Pages vond dat Solstice zichzelf met Sia en Light up opnieuw uitgevonden had.

## Musici
- Andy Glass – gitaar, bulbultarang
- Jess Holland – zang
- Peter Hemsley – drumstel
- Jenny Newman – fiddle, altviool
- Steven McDaniel – toetsinstrumenten
- Robin Phillips – basgitaar

Met Chris Sampson – zang Bulbul tarang (Sampson is afkomstig uit band Azure)

## Muziek
| Nr. | Titel                 | Duur  |
| --- | --------------------- | ----- |
| 1.  | Light up (Glass)      | 5:39  |
| 2.  | Wongle no 9 (Glass)   | 7:14  |
| 3.  | Mount Ephraim (Glass) | 5:59  |
| 4.  | Run (Glass)           | 8:14  |
| 5.  | Home (Glass)          | 6:42  |
| 6.  | Bulbul tarang (Glass) | 10:24 |

Bulbultarang of bulbul tarang is een snaarinstrument uit Punjab.